# Holly Liu
Holly Liu es una empresaria estadounidense y capitalista de aventura. Cofundadora y directora de desarrollo de la empresa de juegos para dispositivos móviles Kabam. En 2018 fue nombrada Directora No Ejecutiva y Asesora Estratégica de la junta directiva de Animoca.
Holly es una emprendedora consumada, por sus constantes innovaciones, además de ejecutiva y mentora de startups.

## Educación
Estudió el grado en Comunicaciones, especializado en estudios de Asia Oriental, en la Universidad de California, Los Ángeles y un Master en Sistemas y Gestión de la Información en el UC Berkeley.

## Carrera
Durante el periodo 2004-2006
Hizo un breve periodo como consultora antes de obtener sus habilidades de diseñadora de productos AOL, donde trabajo en productos comunitarios, donde se incluían blogs, foros, medios de comunicación y entretenimiento, y seguridad y protección. Estuvo allí 2 años y 7 meses allí se dio cuenta de que su trabajo como diseñadora dependía mucho de los comentarios.
Desde ese momento decidió comenzar su propio negocio.
Durante el periodo de 2006-2017
Decidió empezar en las redes sociales corporativas, que era casi como Jive o Yammer (un Facebook para empresas), ya que las redes sociales eran nuevas y estaban creciendo rápidamente en ese momento. Fueron Liu y otros tres emprendedores quienes comenzaron la compañía.
En 2006, Liu cofundó la empresa de juegos para móviles Kabam; fabricante de juegos como Kingdoms of Camelot, The Hobbit: Kingdoms of Middle-earth, y Marvel Contest of Champions. Fue la diseñadora principal de Kingdoms of Camelot, el buque insignia de la empresa, el cual recaudó más de 250 millones de dólares en solo cuatro años. Liu fue fundamental en el crecimiento de los ingresos anuales de la compañía de cero a $400m. También, ella fue la diseñadora de la versión para móviles Battle for the North, el cual hizo que Kingdoms of Camelot sea la aplicación para iPhone e iPad con mayores ingresos en 2012.
Durante el periodo de 2017-2019
En enero de 2017, la mayoría de las acciones de Kabam fueron adquiridas por Netmarble, la empresa surcoreana más grande del sector de juegos para dispositivos móviles. Con su salida de Kabam, Liu adquirió la función de socio visitante en Y Combinator, una acelerador de semillas que financia a casi 2,000 startups con un valor combinado de más de 80 mil millones de dólares.
Durante el periodo de 2018-2020
En junio de 2018 fue nombrada Directora No Ejecutiva  y Asesora Estratégica de la junta directiva de Animoca.
Durante 2020, se unió como asesora e inversora de Mozilla Builders, un movimiento de personas que quieren desarrollar tecnologías para "arreglar Internet" y ayudar al mundo.
Está en el consejo asesor de la Universitario de California, de Berkeley en la facultad de Información.

## Reconocimientos
Ha sido nombrada:
- Por la revista Fortune como una de las "10 Mujeres Más Poderosas en los Videojuegos”.[9]

- Por Forbes' como una de las “12 Mujeres en Videojuegos para Observar".[10]

- Por Forbes en las "10 Mujeres Emprendedoras para Observar de las compañías de Google Ventures".[11]

- También, fue nombrada por Inc en el Top 10 fundadoras unicornio.[12]

- En 2018, recibió en la Grace Hopper celebración de la mujer en la computación el premio Emprendimiento en Tecnología[13] y ella apareció entre el "Top 50 Mujeres americanas en Tecnología" de Forbes.[14]